# Lithasia geniculata
Lithasia geniculata är en snäckart som beskrevs av Samuel Stehman Haldeman 1840. Lithasia geniculata ingår i släktet Lithasia och familjen Pleuroceridae. IUCN kategoriserar arten globalt som nära hotad. Inga underarter finns listade i Catalogue of Life.